# 小野寺太志
小野寺太志（日语：／ Taishi Onodera，1996年2月27日—），宮城縣名取市出身。是日本男子排球運動員，為日本國家男子排球隊成員。目前效力於日本排球聯賽V1隊伍三得利太陽鳥，位置為中間手。

## 職業生涯
父親曾為從東北高等學校升學至東海大學的學生排球選手、母親為長年活躍於日本聯賽「富士膠捲」球隊的選手。小學六年級時身高170公分，國三時抽高至195公分的他，抱持著「我應該去從事某項運動」的想法，但當時父母並未特別期望他從事排球，所以直到國中三年級的夏天都埋首於棒球中。結束社團活動後，父親推薦他參加「全國都道府縣中學排球對抗大會」的宮城縣選拔賽，正式轉向排球運動。通過選拔會的小野寺於2010年的全國都道府縣中學排球對抗大會正式賽出場，並獲選為「奧林匹克有望選手」。
2011年，進入父親的母校：東北高等學校就讀。雖然他還不是很清楚排球的規則，但早在那年便已正選球員的身分參與春高排球宮城縣預選賽，並於全國賽出場。隔年(2012年)10月與石川祐希一同被選為德黑蘭舉行的亞洲青少年男子排球錦標賽的隊員，日本隊最終獲得銅牌。2013年時被選為在墨西哥主辦的世界青少年男子排球錦標賽之國家隊成員。
2014年起就讀東海大學。作為該校排球隊總教練的積山和明教練給予小野寺「身高超過2米同時又有技巧的選手十分稀少，但他十分靈活」的評價。同年6月，被選為2020年東奧排球賽的指定強化選手(「Team CORE」)的其中一員。
2015年4月、首度被招攬為全日本代表的一員。於2017年的世界排球聯賽崑山大賽出場、為小野寺作為成人隊代表的出道賽。
2017年12月，拿到日本排球聯賽 DIVISION1隊伍JT雷霆廣島的内定。登錄為内定選手後、馬上成為正選選手、自登錄後的2018年1月起，出場所有V超級聯賽（V.LEAGUE前身）的所有比賽。
2018-19賽季，正式加盟JT雷霆廣島隊。作為全日本代表於2018年世界男子排球錦標賽出場。生涯第一個V1賽季便獲選最佳6人。順帶一提，自己也和本賽季榮獲最優秀新人獎的大竹壱青和西田有志，同樣作為日本國家隊新星的活躍而受到注目。
2019-20賽季，對日本隊於世界盃排球賽名次大幅上升有所貢獻。甚至在V1也透過活躍表現，榮獲最佳扣球、最佳攔網、最佳6人等獎項。也在2020-21賽季連續3個球季獲選最佳6人、連續2年獲得最佳攔網獎。
2021年5月，代替不參賽的石川祐希隊長一職，出戰日本代表的國際排球友誼賽。2023年5月，小野寺宣布離開效力五個賽季的JT雷霆廣島隊，並於6月初宣布加盟同為日本排球聯賽V1球隊三得利太陽鳥。

## 經歷
- 日本青少年國家隊：2012-2013年
  - 亞洲青少年排球錦標賽 - 2012年
  - 世界青少年排球錦標賽 - 2013年
- 日本青年國家隊：2014-2015年
  - 亞洲青年排球錦標賽：2014年[24]
  - 世界青年排球錦標賽：2015年[25]
- U-23日本代表
  - 亞洲U-23選手権：2017年
- 日本國家隊：2015年-
  - 世界排球錦標賽：2018年、2022年
  - 世界盃：2019年
  - 亞洲排球錦標賽：2019年、2021年、2023年
  - 世界大冠軍盃排球賽：2017年
  - 世界排球聯賽：2016-2017年
  - 國家聯賽：2018年-
  - 奧林匹克：2021年（東京2020）

## 榮譽

### 國家隊
- 2012年 - 亞洲青少年男子排球錦標賽： 季軍
- 2016年 - 亞洲盃男子排球賽： 季軍
- 2017年 - 亞洲U23男子排球錦標賽： 亞軍
- 2019年 - 亞洲男子排球錦標賽： 季軍
- 2021年 - 亞洲男子排球錦標賽： 亞軍
- 2023年 - 男子排球國家聯賽： 季軍
- 2023年 - 亞洲男子排球錦標賽： 冠軍

### 俱樂部
- 世界男排俱樂部錦標賽
  -  邦加羅爾 2023 – 與三得利太陽鳥

- 國內聯賽
  - 2018/2019  V.LEAGUE DIVISION1，與JT雷霆

### 個人榮譽
- 2010年 - 全國都道府縣中學排球對抗大會：奧林匹克有望選手
- 2019年 - 2018-19 V.LEAGUE DIVISION1：最佳6人
- 2020年 - 2019-20 V.LEAGUE DIVISION1：最佳扣球、最佳攔網、最佳6人
- 2021年 - 2020-21 V.LEAGUE DIVISION1：最佳攔網、最佳6人
- 2022年 - 2021-22 V.LEAGUE DIVISION1：公平競爭獎
- 2023年 - 亞洲男子排球錦標賽：最佳中間手

## 所屬球隊
- 名取市立第一中学校
- 東北高等學校（2011-2014年）
- 東海大學（2014-2018年）
- JT雷霆廣島（2018年-2023年）
- 三得利太陽鳥（2023年-）

## 個人生活
- 人氣漫畫作品《排球少年!!》中有位名叫百澤雄大的角色，其身高與小野寺同為201公分、也同樣出身宮城縣。小野寺認為這些特點與自己雷同，便猜測此角色是否以自己為範本創作。[4]
- 2022年4月3日，在個人社群媒體發布自己已結婚的消息。[26]

## 外部連結
- 小野寺太志的X（前Twitter）
- JT雷霆廣島 選手簡介 （页面存档备份，存于）
- V.LEAGUE 選手簡介 （页面存档备份，存于）

| 獎項                            | 獎項                                                                 | 獎項        |
| ------------------------------- | -------------------------------------------------------------------- | ----------- |
| 前任： Aliasghar Mojarad 李詠臻 | 亞洲男子排球錦標賽 最佳中間手 2023 (與 Belal Nabel Abunabot共同獲獎) | 繼任： 現任 |